# جزيرة لامو
جزيرة لامو تقع الجزيرة في أرخبيل لامو في كينيا. وتعتبر بلدة لامو القديمة واحدة من أقدم وأفضل المناطق السواحيلية المحافظ عليها في شرق إفريقيا. بنيت البلدة من الأحجار المرجانية ومن أخشاب شجر المنغروف، وتتميز ببساطة أبنيتها 
المحاطه بالساحات الداخلية والشرفات والأبواب الخشبية المنحوتة بإتقان. بدأت لامو باستضافة الأعياد الإسلامية الرئيسية منذ القرن التاسع عشر ميلادي، وأصبحت مركزاً هاماً لدراسة الثقافة الإسلامية والسواحلية.
يوجد بالجزيرة قوارب توصل الركاب إلى موكوي من البر الرئيسي إلى جزيرة ماندا، حيث يوجد مطار. تخلو الجزيرة من الشوارع المرصوفة، فقط أزقة وممرات للمشاة لذلك لايوجد إلا عدد قليل من السيارات. فالسكان إما أن يتنقلوا على أقدامهم أو باستخدام القوارب، كما تستخدم الحمير لنقل الأمتعة والحاجيات.
في مطلع القرن الرابع عشر، أنشأ التجار المسلمين قناة بحرية في الجزيرة، عندما بُني مسجد «البواني». كما تفشت تجارة الرق في الجزيرة. بعد غرق جزيرة بات في القرن التاسع عشر، أصبحت سلطةً محلية، لكن هذه السلطة مالبثت أن تضاءلت بسبب فرض البريطانيين إغلاق أسواق تجارة الرق في عام 1873م. وفي عام 1890م ضُمت الجزيرة لجزر زنجبار، وظل مصيرها مجهولاً إلى أن استقلت كينيا عن بريطانيا العظمى عام 1963م. تطورت السياحة في السبعينات من القرن الماضي، ولاسيما القرن الثامن عشر بسبب الهندسة المعمارية السواحلية والثقافة التقليدية.
أطلقت كينيا وجنوب السودان إثيوبيا مشروعاً تطويرياً مثيراً للجدل لإنشاء قناة بحرية سُمي «لابسيت» (LAPSSET) بالقرب من لامو لتواجد مصفاةً للنفط وخطاً للسكك الحديدة فيها.
بالإضافة لبلدة لامو، يتواجد في الجزيرة ثلاثة قرى: شيلا وماتوندوني وكيبونقاني. 

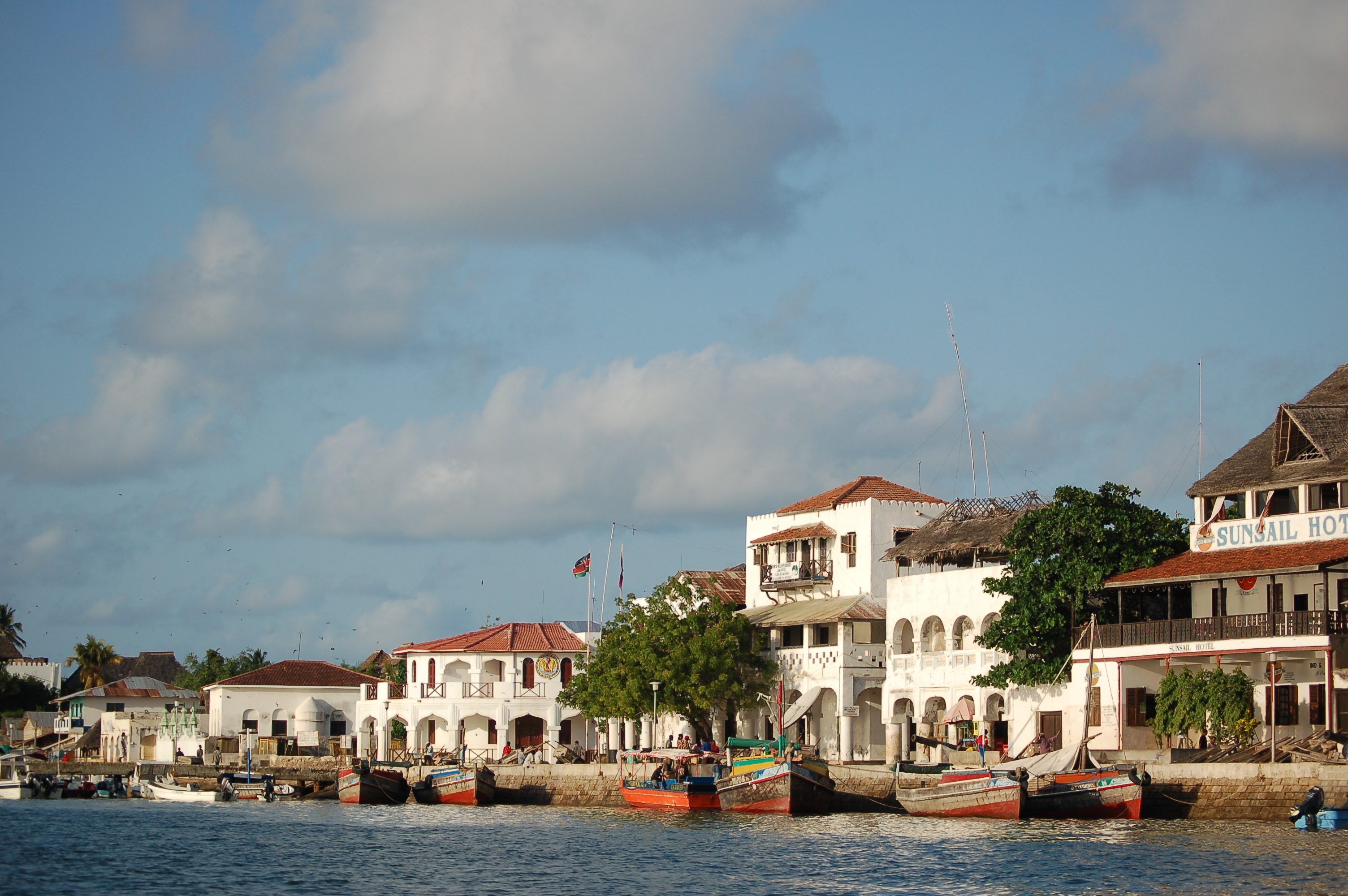
بلدة لامو

## شيلا

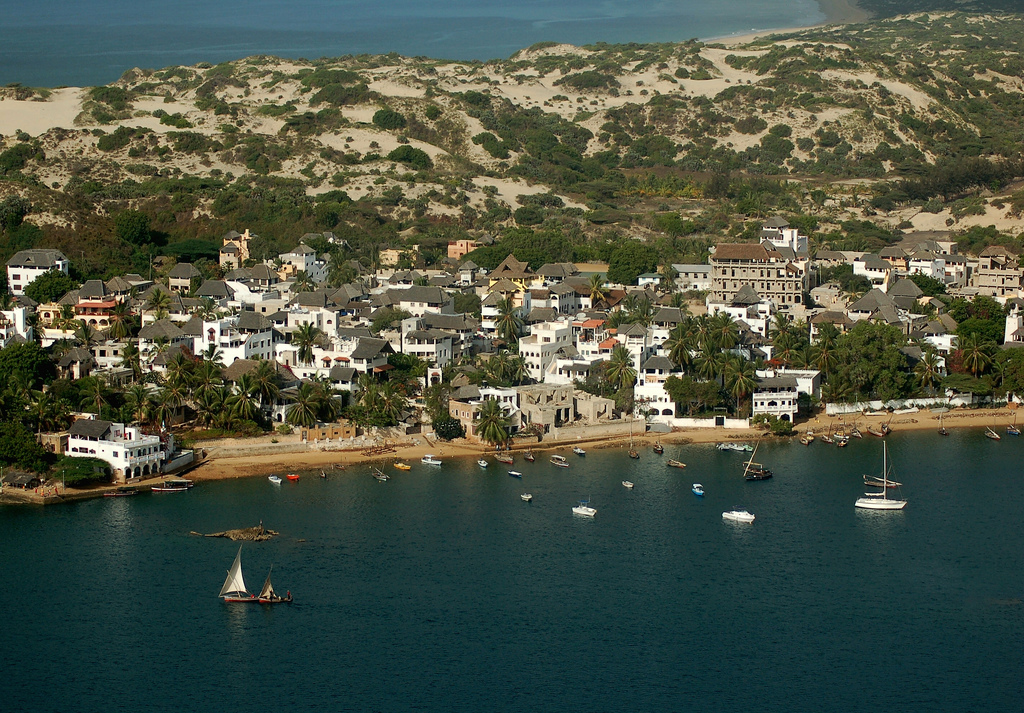
شيلا

شيلا هي قرية تبعد حوالي 3.2 كلم عن جنوب بلدة لامو. اصول القرية غير معروفة ولكن وفقاً للثقافة القديمة فقد سكنها أُناساً من جزيرة أماندا بالقرب من القرية في عام 1813، تحالفت نخبة من جزيرة بات مع عشيرة المزروعي من عمان، لمحاولةً إخضاع لامو تحت سيطرتها في معركة شيلا. ولكن محاولتهم باءت بالفشل، إضافةً لذلك هزيمة جزيرة بات أدت لجعل جزيرة لامو القوة الرائدة في الأرخبيل. بدأ عصر شيلا الذهبي في عام 1829 وحتى عام 1857 وذلك عندما تم بناء خمسة مساجد من مساجدها الستة.كذلك تشتهر شيلا بمسجدها الجامع.
مع توفر العديد من الفنادق الصغيرة المطلة على الساحل، تعتبر شيلا في الوقت الحالي مركزاً للسياحة في الجزيرة. كما تعد موطناً لأجمل الشواطئ، التي تضررت أثناء كارثة تسونامي التي سببها زلزال المحيط الهندي عام 2004م. يشابه مظهر شواطئ لاو سواحل شرق أفريقيا بشكل عام فهي تمتاز برمالها البيضاء النقية والمراكب الشراعية التقليدية (مراكب الداو) والشواطئ النظيفة. مما يجعل هناك تناقض حاد بينها وبين مدينة لامو (قبالة مهبط الطائرات في مندا) التي تفتقر للشواطئ وتصنف بأنها ميناء مزدحم نسبياً.

## ماتندوني

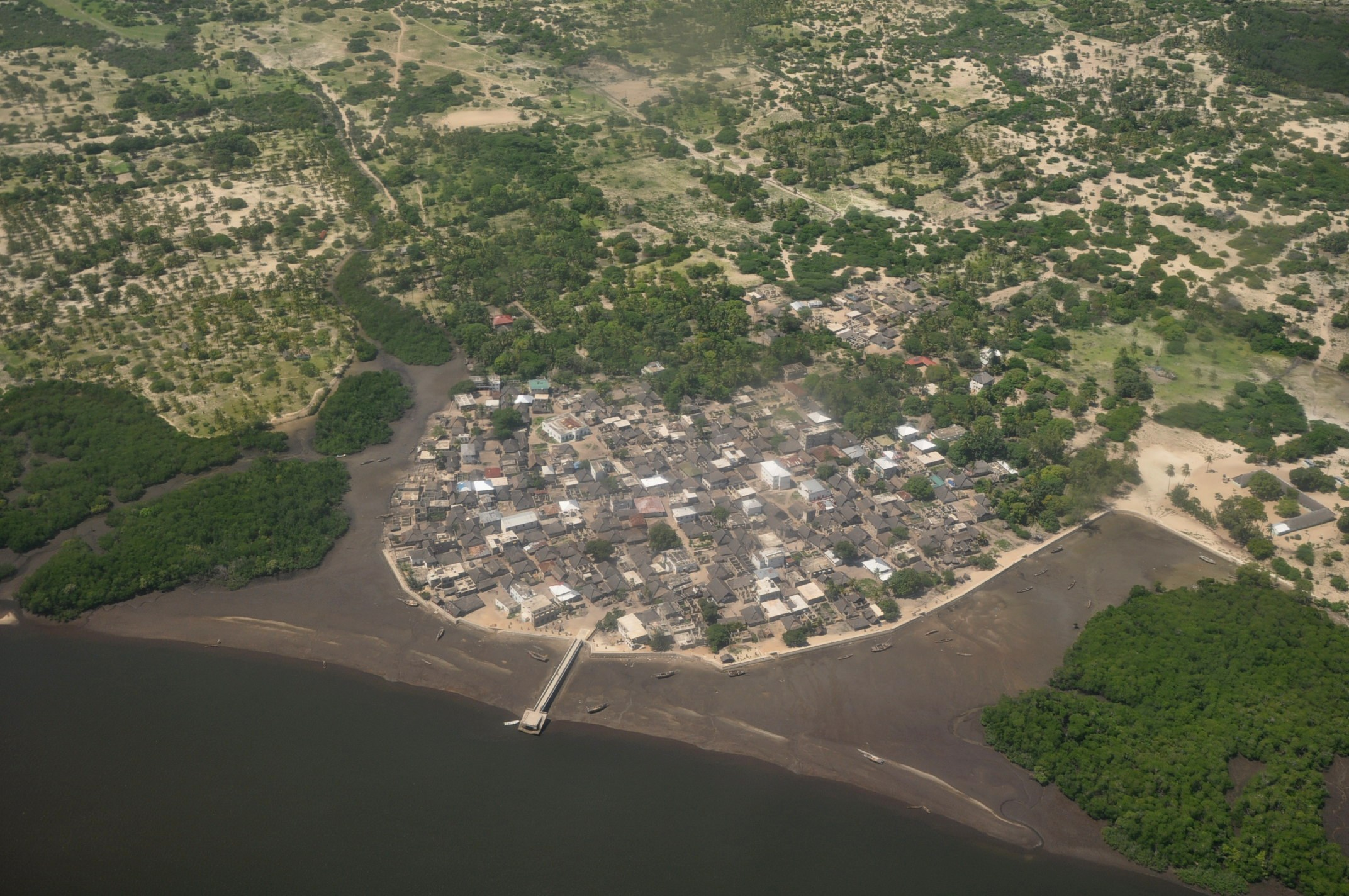
ماتندوني

تشتهر ببناء وتصليح مراكب الداو (المراكب الشراعية التقليدية)، تقع ماتندوني على الساحل الشمالي الغربي للجزيرة، وتبعد 7.3 كيلومتر عن مدينة لامو. ويوجد بالقرية ميناء حديث.

## كيبونقاني

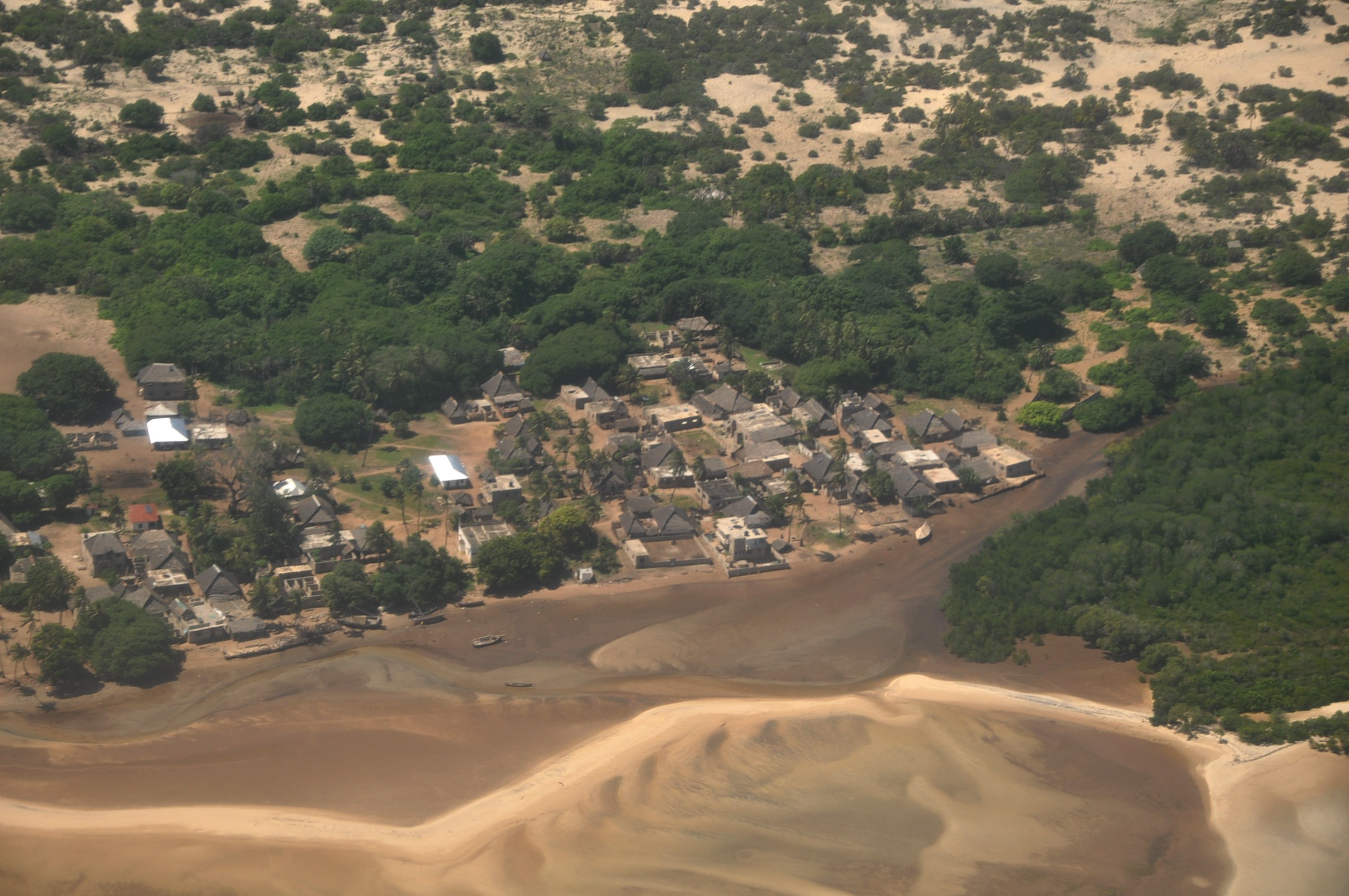
كيبونغاني

كيبونقاني قرية صغيرة تقع على الساحل الغربي للجزيرة.

## الثقافة الشعبية
أطلق المغني مايكل دبليو سميث أغنية عن زيارته للجزيرة وسميت الأغنية «لامو» في ألبوم الصورة الكبيرة "The Big Picture" الذي اصدره عام 1986م.